# Chlorospleniella
Chlorospleniella is een  geslacht van schimmels uit de orde Helotiales. De familie is nog niet eenduidig bepaald (incertae sedis).

## Soorten
Volgens Index Fungorum telt het geslacht drie soorten (peildatum januari 2022):
| Soortnaam                   | Auteur(s)                          | Publicatiejaar |
| --------------------------- | ---------------------------------- | -------------- |
| Chlorospleniella fennica    | (P. Karst.) Sacc. ex Clem. & Shear | 1931           |
| Chlorospleniella gomphiae   | (Rehm) Sacc. & P. Syd.             | 1902           |
| Chlorospleniella intermixta | Rehm                               | 1900           |